# Pepijnse Schenking

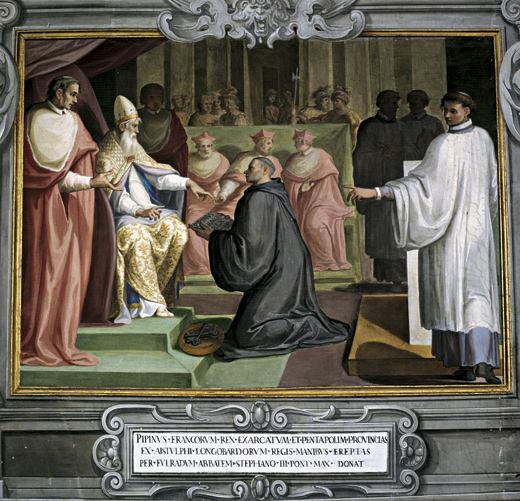
Schilderij van abt Fulrad die Pepijns geschreven garantie overhandigd aan paus Stefanus II.

De zogenaamde Pepijnse Schenking, ook wel het Verdrag van Quierzy genoemd, voorzag in 756 een wettelijke basis voor de oprichting van de Pauselijke Staten, die de wereldlijke macht van de pausen tot ver buiten het hertogdom Rome zou uitbreiden.

## Voorgeschiedenis
In 751 veroverde Aistulf, koning van de Longobarden, wat overbleef van het exarchaat Ravenna, het laatste bolwerk van het Romeinse Rijk in Noord-Italië. In 752 eiste Aistulf de onderwerping van Rome en een tribuut van één gouden solidus per capita. Paus Stefanus II en een Romeinse gezant, Johannes de Silentiarius, trachtten door onderhandelingen en steekpenningen Aistulf te overtuigen daarvan af te zien. Toen dit mislukte, stuurde Stefanus gezanten naar Pepijn de Korte, koning van de Franken, met een brief om hem om zijn steun te verzoeken en te zorgen voor een Frankische escorte, zodat Stefanus naar Pepijn kon gaan om te overleggen. In die tijd stonden de Franken op goede voet met de Longobarden.
In 753 keerde Johannes de Silentiarius terug in Rome vanuit Constantinopel met een bevel van de keizer (iussio) dat paus Stefanus hem moest vergezellen om Aistulf te ontmoeten in de Lombardische hoofdstad Pavia. De paus vroeg en kreeg een vrijgeleide van de Longobarden om veilig naar Pavia te reizen. Samen met de Frankische gezanten die tegen dan waren aangekomen vertrokken de paus en de keizerlijke gezant op 14 oktober 753 naar Pavia. De Romeinse magnaten vergezelden hen niet tot voorbij de grens van het hertogdom Rome.
In Pavia ging Aistulf niet in op de verzoeken van Stefanus en Johannes om het veroverde exarchaat terug te geven aan het Byzantijnse Rijk, maar hij verhinderde Stefanus niet om met de Frankische gezanten verder te trekken naar het hof van Pepijn. Johannes de Silentiarius zou hen niet vergezellen. Dit was de eerste keer dat een paus de Alpen overstak. De paus handelde hier duidelijk onafhankelijk van het keizerlijke gezag, vermoedelijk omdat hij zich door de bedreiging door de Longobarden verantwoordelijk voelde voor "zijn" Italiaans hertogdom (Rome).

## Ontmoeting van paus Stefanus II met Pepijn
Paus Stefanus ontmoette Pepijn de Korte (die in Soissons met de zegen van paus Zacharias was gekroond) in Quierzy-sur-Oise. De paus werd ontvangen door Pepijns elf jaar oude zoon, Karel, die hem begeleidde naar zijn vader in Ponthion. In Quierzy gaven de Frankische edelen ten slotte hun instemming voor een campagne in Lombardije. Rooms-katholieke traditie stelt dat het daar en dan was dat Pepijn een belofte op schrift stelde dat hij bepaalde gebieden die zouden worden ontnomen aan de Longobarden zou toevertrouwen aan de paus. Er is geen origineel document bewaard gebleven, maar latere 8e-eeuwse bronnen citeren uit dit document, en het Fragmentum Fantuzzianum baseerde zich er vermoedelijk op.
Op 28 juli 754 zalfde paus Stefanus Pepijn, evenals zijn twee zonen Karel en Karloman, in Saint-Denis in een memorabele ceremonie waarnaar tot het einde van het ancien régime in 1792 werd verwezen in de kroningsrites van de Franse koningen.
In ruil hiervoor dwongen Pepijn en zijn Frankische leger in 756 de laatste Longobardenkoning zijn veroveringen over te dragen, en Pepijn droeg de gebieden behorend aan Ravenna (waaronder zelfs steden als Forlì met hun hinterland), de (eigendoms)aktes van en sleutels tot de steden liggend op de graftombe van Sint-Pieter officieel over, aldus traditionele latere verslagen. De Schenking omvatte de Longobardische veroveringen in Romagna en in de hertogdommen Spoleto en Benevento, en de Pentapolis in Marche (de "vijf steden": Rimini, Pesaro, Fano, Senigallia en Ancona). De Schenking maakte voor de eerste keer een wereldlijk heerser van de paus. Deze strook land strekte zich diagonaal uit over Italië, van de Tyrreense tot de Adriatische Zee. De middeleeuwse pausen waren niet in staat om over deze uitgestrekte en bergachtige gebieden effectieve soevereiniteit uit te oefenen omdat ze toentertijd andere zaken aan hun hoofd hadden, en de nieuwe Pauselijke Staten behielden de oude Longobardische erfenis van verscheidene kleine graafschappen en markizaten, elk gecentreerd rond een gefortificeerde rocca.
Pepijn bevestigde zijn Schenking in Rome in 756, en in 774 zou zijn zoon Karel de Grote de Schenking opnieuw bevestigen en herverzekeren.